# 洗礼者聖ヨハネの誕生 (ポントルモ)

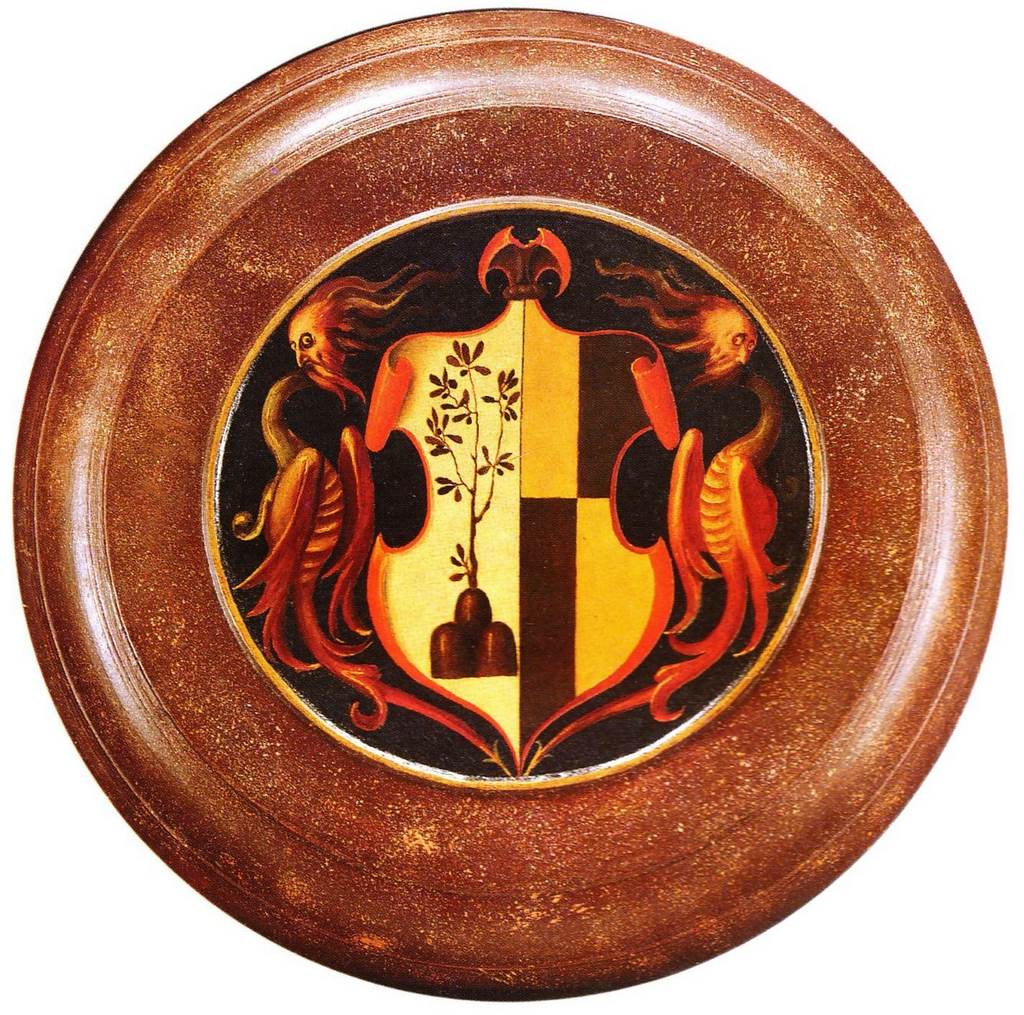
表側

『洗礼者聖ヨハネの誕生』（せんれいしゃせいヨハネのたんじょう、伊: Natività di san Giovanni Battista、英: Nativity of Saint John the Baptist）は、イタリア・マニエリスム期ヤコポ・ダ・ポントルモが1526年に直径59センチの板上に油彩で描いたデスコ・ダ・パルトである。少なくとも1704年からフィレンツェのウフィツィ美術館に所蔵されている。フォッグ美術館には複製があり、大部分の研究者に真筆であるとみなされているが、フィリップ・コスタマーニャ (Philippe Costamagna) は真筆とみなしていない。

## 作品
デスコ・ダ・パルトは、15世紀にフィレンツェを含むトスカーナ地方でよく用いられたもので、子供の誕生を祝って、その母親に贈られた。たいてい大きな丸い木の盆で、母親に食事を提供するものであった。富裕階級の家族は、当時もっとも著名な工房にデスコ・ダ・パルトを依頼し、その両面には画家によって家族の紋章、宗教的逸話、誕生の主題に関連する古代ギリシアローマの古典文学に由来する寓意的人物などが描かれるか、新生児への祝福の言葉が記されていた。
ポントルモがこの作品を描いた当時、デスコ・ダ・パルトはすでに廃れていた。しかし、師匠のアンドレア・デル・サルトの工房で大工として1513年の謝肉祭の山車を担当したポントルモは、この種の作品を手掛けることがあったのであろう。本作は1枚のポプラ材から切り出されており、ポントルモはこの分野における自身の技術を見せびらかすことができたのである。
寝室にいる母と新生児を産婆と親族が囲むという図柄が、この絵画の発注の目的を示している。絵画の表側にある紋章は、1527年1月15日のアルディギエーリ・デッラ・カーザ (Aldighieri della Casa) の誕生を祝して作品が制作されたことを表している。アルディギエーリは、1521年に結婚したジロラモ・デッラ・カーザ (Girolamo della Casa) とリザベッタ・トルナクィンチ (Lisabetta Tornaquinci) の長男であった。
裏側場面の中央には、女中が生まれたばかりの洗礼者ヨハネを腕の中に抱いている。斜めの構図は、鑑賞者の視線を聖エリサべトのほうに向けている。彼女は出産したばかりで、寝台に横たわって夫のザカリアが彼らの息子につける名前を書いているのを見つめている。ほかの女中たちは寝台の周りを動き回っている。
この盆の限られた空間においても、ポントルモは自身の大作を特徴づける描法を維持している。人物を部屋の曖昧な空間の中に円形に構成する手法は、『エマオの晩餐』 (ウフィツィ美術館) を想起させる。